# Гамбург-Санкт-Георг
Санкт-Георг (нім. St. Georg) — частина району Гамбург-Центр вільного та ганзейського міста Гамбург. У XXI столітті
завдяки своєму центральному розташуванню та широкому вибору готелів і пансіонатів Санкт-Георг є популярним місцем для подорожей, особливо для самодіяльних туристів.